# Chuadanga Sadar
Pour les articles homonymes, voir Chuadanga.
Chuadanga Sadar est une upazila du Bangladesh ayant en 2011 une population de 313 935 habitants. Elle a été désignée capitale provisoire du Bangladesh pendant la guerre de libération en 1971.

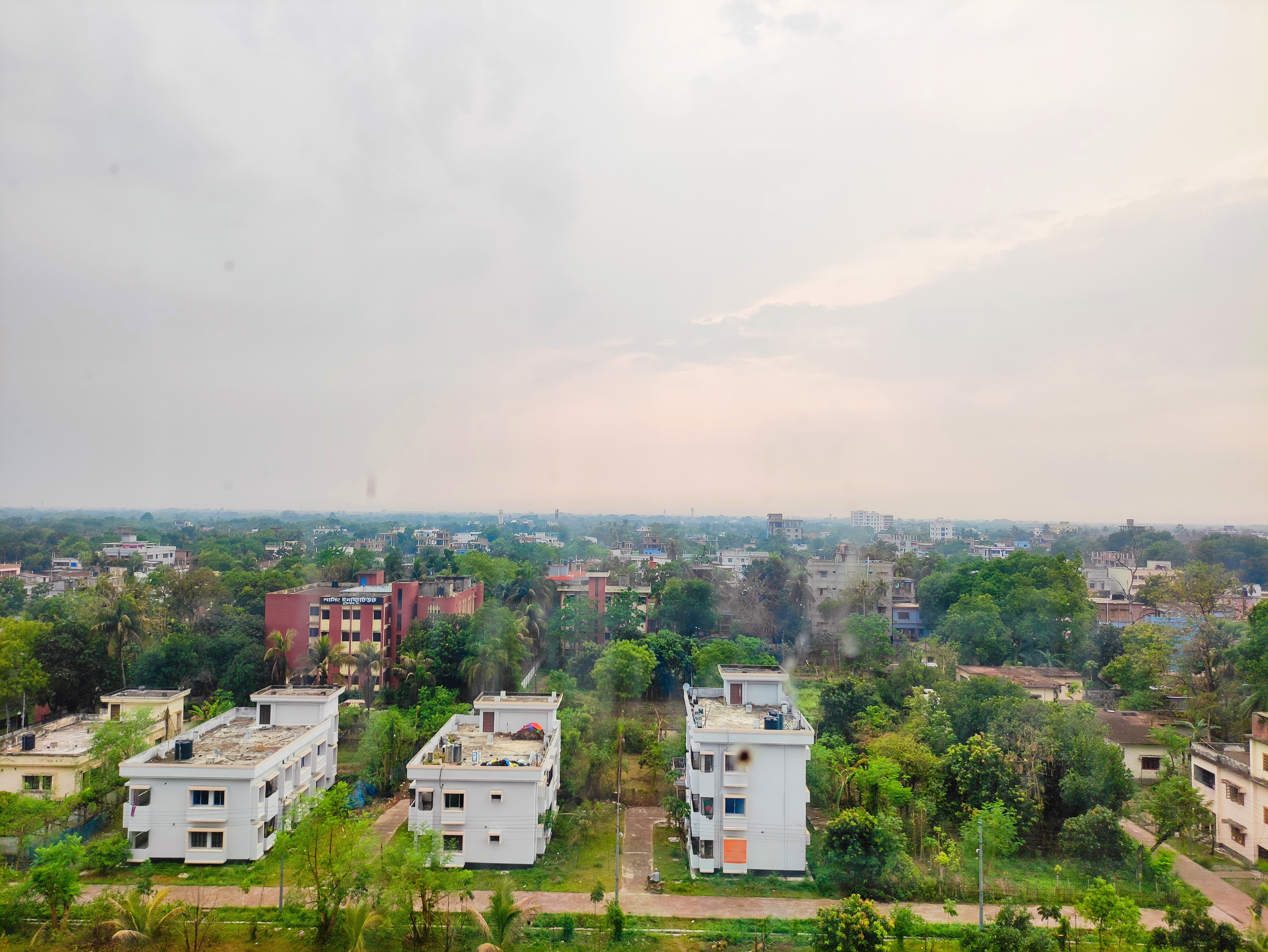
Horizon de Chuadanga

## Démographie
Lors du recensement de 2011, la upazila de Chuadanga Sadar comptait 77 144 ménages et 313 935 habitants. 60 558 (19,29 %) avaient moins de 10 ans. Chuadanga Sadar avait un taux moyen d'alphabétisation de 47,54 %, contre 51,8 % au niveau national, et un rapport hommes/femmes de 1 002 femmes pour 1 000 hommes. 128 865 habitants (41,05 %) vivaient dans des zones urbaines,.